# Bräkenknotterskinn
Bräkenknotterskinn (Lagarobasidium detriticum) är en svampart som först beskrevs av Bourdot & Galzin, och fick sitt nu gällande namn av Jülich 1979. Lagarobasidium detriticum ingår i släktet Lagarobasidium och familjen Schizoporaceae.   Inga underarter finns listade i Catalogue of Life.

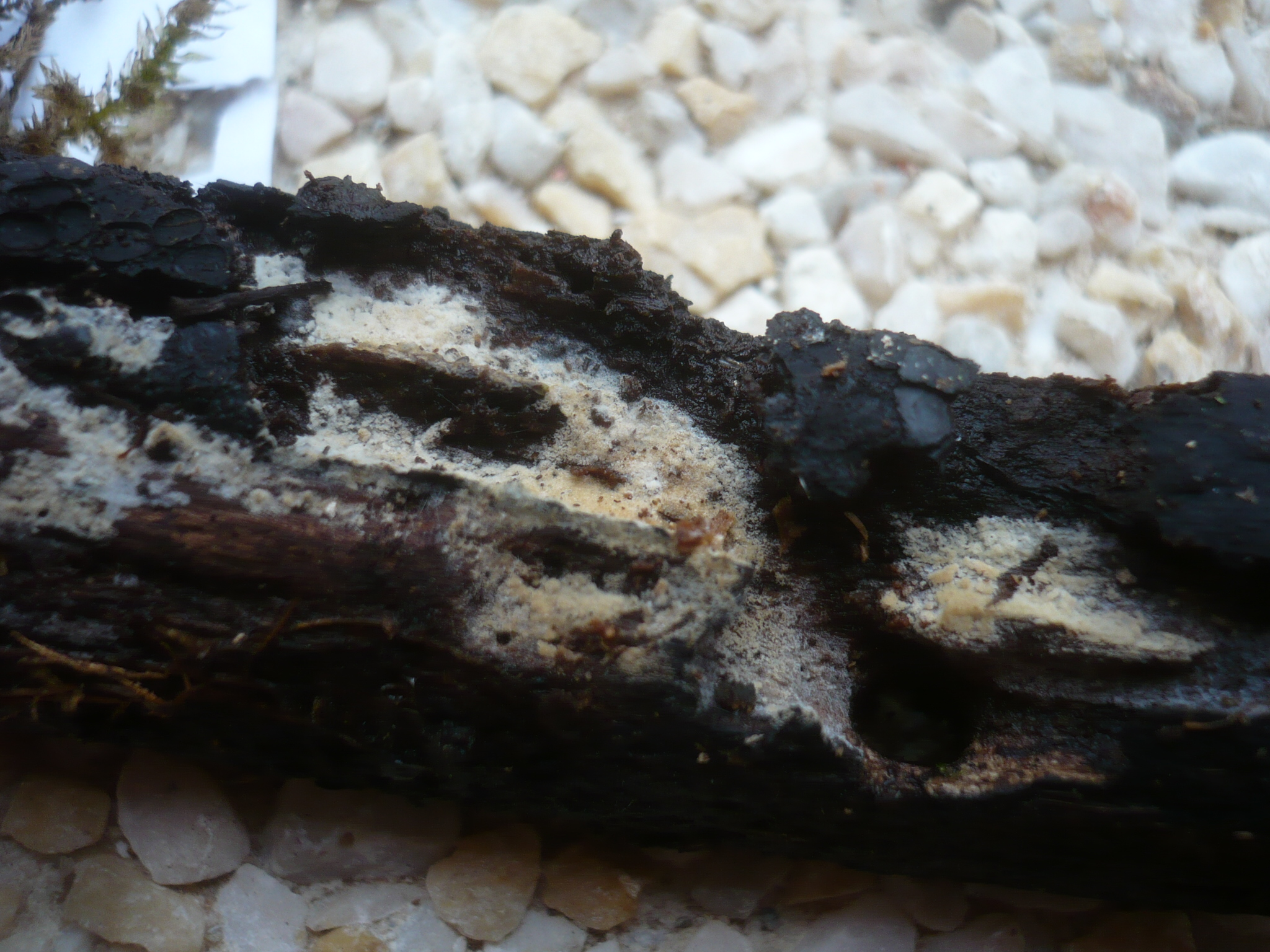

I den svenska databasen Dyntaxa används istället namnet Hyphodontia detritica för samma taxon.  Arten är reproducerande i Sverige.